# Sopa de sarapatel
Sopa de sarapatel é uma especialidade gastronómica do Alto Alentejo de tradição ancestral, preparada à base de vísceras de borrego ou cabrito com diversas versões a nível nacional e mesmo regional, mas é sobretudo característica da zona de Castelo de Vide, surgindo também, com algumas diferenças na confeção, em Marvão e Alpalhão. Terá nascido para aproveitar todas as partes do animal e conferir-lhes bom sabor por meio das ervas aromáticas e especiarias.

## História
Em meados do século XVII, a receita era conhecida como Sarapetel. Mais tarde passou a chamar-se Sarapatel ou Sopa de Sarapatel. Terá nascido em Portugal e, posteriormente, sido adaptada na culinária indo-portuguesa de Goa, Damão e Diu, assim como no Brasil, sobretudo no nordeste.
Além das chamadas "fressuras", comporta sangue cozido, banha, hortelã, salsa, cebola, vinho, alho e tomate, azeite, louro, colorau, cravinho, cominhos, pimenta, sendo as especiarias de grande importância. Na origem da receita alentejana estão os cristãos novos (judeus convertidos), que trocaram a carne de porco pelo borrego, para evitar problemas com a Inquisição.